# Информационные системы обеспечения градостроительной деятельности
Информацио́нная систе́ма обеспе́чения градострои́тельной де́ятельности (ИСОГД) — организованный в соответствии с требованиями Градостроительного кодекса РФ систематизированный свод документированных сведений о развитии территорий, их застройке, о земельных участках и иных сведений, необходимых для обеспечения органов государственной власти, органов местного самоуправления, физических и юридических лиц достоверной информацией, необходимой для осуществления градостроительной, инвестиционной и иной хозяйственной деятельности. Включает в себя материалы в текстовой форме и в виде карт.

## Предыстория ИСОГД
ИСОГД созданы на базе Государственного градостроительного кадастра (ГГК). Согласно пункту 1 статьи 5 Федерального закона от 29 декабря 2004 г. № 191-ФЗ «О введении в действие Градостроительного кодекса Российской Федерации» (с изменениями), в целях создания ИСОГД, сведения ГГК в объёме, необходимом для ведения ИСОГД, подлежали передаче в органы местного самоуправления городских округов, органы местного самоуправления муниципальных районов в срок до 1 июля 2006 года.
Ведение ГГК регулировалось следующими нормативными актами:
- главой XI «старого» Градостроительного кодекса РФ от 7 мая 1998 г. № 73-ФЗ[3];
- постановлением Правительства РФ от 29 июля 1998 г. № 856 «О ведении государственного градостроительного кадастра и мониторинга объектов градостроительной деятельности в Российской Федерации»[4];
- сводом правил СП 14-101-96 Примерное положение о службе градостроительного кадастра субъекта Российской Федерации, города, района (от 28 октября 1996 года)[5];
- СНиП 14-01-96 Основные положения создания и ведения государственного градостроительного кадастра Российской Федерации (постановление Минстроя России от 28 октября 1996 года № 18-75)[6];
- пунктом 2.22 Инструкции о порядке разработки, согласования, экспертизы и утверждения градостроительной документации (утверждённой приказом Госстроя РФ от 29 октября 2002 г. № 150[7]).

==

## Правовые основы ведения ИСОГД
Правовые основы ведения ИСОГД на уровне федерального законодательства:
- Градостроительный кодекс Российской Федерации (Глава 7. Информационное обеспечение градостроительной деятельности[1]);
- Пункт 15 статьи 15, пункт 26 статьи 16 Федерального закона от 06.10.2003 № 131-ФЗ «Об общих принципах организации местного самоуправления в Российской Федерации»[8];
- Федеральный закон от 27.07.2006 № 149-ФЗ «Об информации, информационных технологиях и о защите информации»
- Постановление Правительства Российской Федерации от 09.06.2006 № 363 «Об информационном обеспечении градостроительной деятельности»[9];
- Абзац 3 пункта 6 Положения о выполнении инженерных изысканий для подготовки проектной документации, строительства, реконструкции, капитального ремонта объектов капитального строительства (утверждённого постановлением Правительства РФ от 19.01.2006 № 20 с изменениями)[10];
- Приказ Министерства образования и науки РФ от 12 мая 2014 года № 487 «Об утверждении федерального государственного образовательного стандарта среднего профессионального образования по специальности 21.02.06 Информационные системы обеспечения градостроительной деятельности» (с изменениями)[11];
- Приказ Минрегиона Российской Федерации от 30.08.2007 № 85 «Об утверждении документов по ведению информационной системы обеспечения градостроительной деятельности»[12];
- Приказ Минрегиона РФ от 30.08.2007 № 86 «Об утверждении порядка инвентаризации и передачи в информационные системы обеспечения градостроительной деятельности органов местного самоуправления сведений о документах и материалах развития территорий и иных необходимых для градостроительной деятельности сведений, содержащихся в документах, принятых органами государственной власти или органами местного самоуправления»[13];
- Приказ Минэкономразвития от 26.02.2007 № 57 «Об утверждении методики определения размера платы за предоставление сведений, содержащихся в информационной системе обеспечения градостроительной деятельности»[14].

## Назначение ИСОГД
Целью ведения ИСОГД муниципальных районов, городских округов является обеспечение органов государственной власти, органов местного самоуправления, физических и юридических лиц актуальными и достоверными сведениями, необходимыми для осуществления градостроительной, инвестиционной и иной хозяйственной деятельности, проведения землеустройства.

## Состав сведений ИСОГД

### Основные разделы ИСОГД
Согласно частям 5 и 6 Положения об информационном обеспечении градостроительной деятельности, утверждённого постановлением Правительства РФ от 9 июня 2006 года № 363 ИСОГД включает в себя следующие основные разделы:
- Раздел I — Документы территориального планирования РФ в части, касающейся территории муниципальных образований;
- Раздел II — Документы территориального планирования субъекта РФ в части, касающейся территории муниципальных образований;
- Раздел III — Документы территориального планирования муниципальных образований и материалы по их обоснованию;
- Раздел IV — Правила землепользования и застройки, внесение в них изменений;
- Раздел V — Документация по планировке территории муниципального образования;
- Раздел VI — Изученность природных и техногенных условий;
- Раздел VII — Изъятие и резервирование земельных участков для государственных и муниципальных нужд;
- Раздел VIII — Застроенные и подлежащие застройке земельные участки;
- Раздел IX — Геодезические и топографические материалы.

## Уровни ведения ИСОГД
Практически сразу после принятия «нового» Градостроительного кодекса РФ в 2004 году, экспертному сообществу стало понятно, что для эффективного управления развитием территорий городов и регионов необходимы региональные и федеральные информационные системы в области градостроительства.
В настоящее время Градостроительный кодекс РФ предусматривает ведение информационных систем обеспечения градостроительной деятельности только на двух уровнях управления:
- на федеральном уровне — в виде Федеральной государственной информационной системы территориального планирования (ФГИС ТП) (согласно ст. 57.1 Градостроительного кодекса РФ[1]);
- на уровне городских округов и муниципальных районов, которые обязаны вести ИСОГД (согласно п. 1 ст. 57 Градостроительного кодекса РФ[1] и Федеральному закону № 131-ФЗ о МСУ[8]).

Тем не менее, информационное обеспечение градостроительной деятельности также может осуществляться на следующих уровнях управления:
- на региональном уровне — в региональных градостроительных информационных системах, которые регулируются региональными законами и нормативными актами;
- на уровне городских и сельских поселений, уполномоченных исполнять функции в сфере градостроительства, в случае принятия региональных или муниципальных нормативных актов уполномочивающих городские или сельские поселения вести ИСОГД;
- на уровне юридических и физических лиц, которые являются участниками градостроительной деятельности и которые решили создавать и вести свои информационные системы, помогающие им осуществлять градостроительную деятельность.

### Федеральный уровень ведения ИСОГД
«Новый» Градостроительный кодекс принятый в 2004 году до 2011 года исключал ведение ИСОГД на федеральном уровне и устанавливал обязательность ведения ИСОГД только на муниципальном уровне (а именно, на уровне городских округов и муниципальных районов).
Изменением в Градостроительный кодекс от 20 марта 2011 г. введена новая статья № 57.1, которая определяет Федеральную государственную информационную систему территориального планирования (ФГИС ТП).
Оператором ФГИС ТП является Министерство экономического развития Российской Федерации (с 26 декабря 2014 года по настоящее время).

### Региональный уровень ведения ИСОГД
Повсеместное ведение региональных ИСОГД в настоящее время Градостроительным кодексом РФ пока не предусмотрено. Однако, это не ограничивает субъекты Российской Федерации самостоятельно принимать нормативные акты регулирующие создание и ведение ИСОГД регионального уровня.
Согласно пункту 4 Перечня типовых программно-технических решений в сфере региональной информатизации, подлежащих разработке в рамках реализации федеральной целевой программы «Электронная Россия (2002—2010 годы)» на 2008 год, утверждённому приказом Министерства информационных технологий и связи РФ от 24 марта 2008 года № 34, Минэкономразвитию России было поручено создать типовое программно-технического решение региональной информатизации: «Информационная система обеспечения градостроительной деятельности».
Согласно пункту 22 распоряжения Правительства РФ от 27 декабря 2012 года № 2564-р «О плане мероприятий по реализации Стратегии социально-экономического развития Центрального федерального округа на период до 2020 г.» (с изменениями и дополнениями), заинтересованные органы исполнительной власти субъектов Российской Федерации (входящих в ЦФО) должны до 2020 года включительно ежегодно (в IV квартале) направлять в Минстрой России правовые акты субъектов Российской Федерации и доклад о «Внедрении информационных систем обеспечения градостроительной деятельности в субъектах Российской Федерации, входящих в состав Центрального федерального округа».
Регионы, которые ведут ИСОГД регионального уровня:
- Республика Башкортостан (распоряжение Правительства Республики Башкортостан №1009-р от 17 сентября 2019 года, постановление Правительства Республики Башкортостан №406 от 9 июля 2020 года - Государственная информационная система обеспечения градостроительной деятельности Республики Башкортостан)
- Белгородская область;
- Волгоградская область (Региональная информационная система обеспечения территориального планирования и развития Волгоградской области);
- Калининградская область;
- Калужская область (Региональный комплекс обеспечения градостроительной деятельности Калужской области);
- Московская область (постановление Правительства Московской области от 30.12.2014 № 1200/52[18] «О ведении информационной системы обеспечения градостроительной деятельности Московской области»);
- Оренбургская область (Региональная автоматизированная информационная система обеспечения градостроительной деятельности Оренбургской области);
- Тюменская область;
- Ярославская область (Закон Ярославской области от 11 октября 2006 г. № 66-з[19] «О градостроительной деятельности на территории Ярославской области» (с изм.) — статья 15. Информационный банк данных градостроительной деятельности Ярославской области);
- некоторые иные.

Пунктом 88 плана законопроектной деятельности Правительства Российской Федерации на 2013 год была предусмотрена подготовка законопроекта «О внесении изменений в Градостроительный кодекс Российской Федерации (в части создания региональных информационных систем обеспечения градостроительной деятельности)».

### Ведение ИСОГД юридическими и физическими лицами
Юридические лица (коммерческие, научные, общественные организации, проектные, изыскательские, строительные и иные организации) и физические лица являются участниками градостроительной деятельности. Действующая редакция Градостроительного кодекса не регулирует, но и не ограничивает юридических и физических лиц создавать и вести свои информационные системы, помогающие им осуществлять градостроительную деятельность.
В частности, к таким градостроительным информационным системам, которые могут самостоятельно вести юридические и физические лица, относятся современные системы класса BIM (Building Information Modeling или Building Information Model) — информационное моделирование здания.

## Предоставление сведений ИСОГД
Сведения ИСОГД являются открытыми и общедоступным, за исключением сведений, отнесенных федеральными законами к категории ограниченного доступа. Орган, ведущий ИСОГД, обязан предоставлять сведения из системы по запросам органов государственной власти, органов местного самоуправления, физических и юридических лиц.
Предоставление сведений ИСОГД осуществляется бесплатно или за плату. Максимальный размер платы за предоставление сведений устанавливается Правительством РФ и составляет:
- за предоставление сведений, содержащихся в одном разделе ИСОГД (городского округа, муниципального района) — 1 000 рублей;
- за предоставление копии одного документа, содержащегося в ИСОГД (городского округа, муниципального района) — 100 рублей.

## Пользователи сведений ИСОГД
Основными пользователями сведений ИСОГД являются:
- Органы государственной власти;
- Главы муниципальных образований, представительные органы местного самоуправления, администрации муниципальных образований имеют доступ к сведениям, необходимым для реализации их полномочий;
- Органы архитектуры и градостроительства муниципальных районов и городских округов — ведут и актуализируют сведения в системе и контролируют текущее состояние градостроительной деятельности;
- Юридические и физические лица — инвесторы и застройщики. Имеют доступ к сведениям, необходимым для оценки инвестиционной привлекательности территории и принятия решений о застройке и возможности использования свободных земельных участков.
- Жители муниципального образования нуждаются в доступе к документам по развитию территории, к информации, имеющей особую социальную значимость, в целях реализации и защиты своих конституционных прав и свобод, в том числе, осуществления индивидуального жилого строительства, оформления прав на земельные участки и объекты капитального строительства.

## Тиражируемые АИСОГД
Автоматизированные информационные системы обеспечения градостроительной деятельности (АИСОГД) могут разрабатываться и внедряться:
- либо (как в большинстве случаев) на договорной конкурсной основе при содействии компаний-разработчиков информационных систем и компаний-системных интеграторов;
- либо самостоятельно операторами ИСОГД — муниципалитетами или их подведомственными организациями (как, например, автоматизированные системы ГГК—ИСОГД города Москвы разработаны и внедрены самостоятельно Службой градостроительного кадастра города Москвы—ИАЦ УГИ).

| Наименование программного продукта       | Компания-разработчик          | Город офиса компании-разработчика |
| ---------------------------------------- | ----------------------------- | --------------------------------- |
| АИС ОГД Мониторинг                       | ЦСИ Интегро                   | Уфа                               |
| АИС ОГД — 363                            | ЦСИ Интегро                   | Уфа                               |
| GradVision                               | НВЦ Интеграционные технологии | Курск                             |
| IRM TDRM: ИСОГД                          | Группа ИРМ                    | Москва                            |
| UrbaniCS                                 | CSoft Development             | Москва                            |
| Geoсad Systems Enterprise Edition (GSEE) | Геокад                        | Новосибирск                       |
| АИС ОГД                                  | ЦМИРиТ; Балтрос               | Череповец; С.-Петербург           |
| АПК ГИСОГД                               | РДТЕХ                         | Москва                            |
| АПК ИСОГД МО                             | ИАЦ УГИ                       | Москва                            |
| Архи-Софт АИСОГД                         | Архи-Софт                     | Москва                            |
| ИАС «Горизонт»                           | НЕОЛАНТ                       | Москва                            |
| ИАС УГРТ Градоустройство                 | ИТП Град                      | Омск                              |
| ПТК СОТО. Подсистема "ИСОГД"             | Лаборатория СОТО              | Новосибирск                       |
| ИСОГД                                    | ПИИ Гео                       | Екатеринбург                      |
| Кадастровый Офис: Градостроительство     | Эсти Мап                      | Москва                            |
| Фарватер-ИСОГД                           | Интернет-Фрегат               | Новочеркасск                      |